# Ocnogyna rosacea
Ocnogyna rosacea är en fjärilsart som beskrevs av Arnold Spuler 1906. Ocnogyna rosacea ingår i släktet Ocnogyna och familjen björnspinnare. Inga underarter finns listade i Catalogue of Life.